# 中西英樹
中西 英樹（なかにし ひでき、1982年4月10日 - ）は、日本の男性声優。秋田県出身。

## 人物
81プロデュース付属俳優養成所卒業。81プロデュースに所属していたが2012年10月1日をもって退所。フリー期間を経て、2012年11月よりダンデライオンに所属。
声種はテノール。
方言は秋田弁。特技は太極拳、ダンス、料理、絵画。

## 出演
太字はメインキャラクター。

### テレビアニメ
2005年
- ガラスの仮面 平成版（男子生徒）

2006年
- 少年陰陽師（宮司、干し物屋）
- スパイダーライダーズ 〜オラクルの勇者たち〜（劇団員）
- すもももももも 地上最強のヨメ（男）
- .hack//Roots（PC）
- ふしぎ星の☆ふたご姫 Gyu!（スタッフ）
- 流星のロックマン（研究員、スタッフ、ポリス 他）

2007年
- Venus Versus Virus（学生）
- Over Drive（生徒、観客）
- 銀魂（手下B、勇者）
- ご愁傷さま二ノ宮くん（生徒3）
- 灼眼のシャナII（放送委員）
- スカイガールズ（熊倉）
- 精霊の守り人（兵士D）
- ゼロ デュエル・マスターズ（選手F）
- D.Gray-man（アクマB）
- ドージンワーク（客、サラリーマン、サーファー 他）
- 爆丸バトルブローラーズ（コーイチ）
- パンプキン・シザーズ（平民）
- ぽてまよ（男子B、男子生徒B）
- ムシウタ（局員B）
- もっけ（相手チームB）
- レンタルマギカ（クラスメート）

2008年
- うちの3姉妹（王子様、医者）
- かのこん（男子）
- 今日からマ王!（伝令）
- 狂乱家族日記（男子生徒、男子1）
- 銀魂（看守、傍聴人B）
- ストライクウィッチーズ（負傷兵）
- ゼロの使い魔〜三美姫の輪舞〜（男子生徒B、生徒A）
- ぜんまいざむらい（町人C、イナゴ、イケ犬、町人男）
- ソウルイーター（生徒C）
- true tears（男子生徒A、生徒、永森、男子生徒B、審判、東海）
- 図書館戦争（進藤誠、良化隊員B、図書隊員A、警備隊、防衛員 他）
- とらドラ!（男子B）
- のだめカンタービレ シリーズ（2008年 - 2010年、アラン、ボーイフレンド、店員、マネージャ、ヴァイオリン2 他） - 2シリーズ
- ヒャッコ（クラスメイト・新名）
- ぷるるんっ!しずくちゃん あはっ☆（カビ、戦車隊）
- 薬師寺涼子の怪奇事件簿（男性アナウンサー）
- ロザリオとバンパイア CAPU2（男子生徒）

2009年
- アキカン!（男子生徒）
- 明日のよいち!（男子生徒A）
- アスラクライン（白コートB、男子生徒）
- クプ〜!!まめゴマ!（イケメンまめゴマ、黒服A、高校生、男性客、郵便配達員）
- 咲-Saki-（生徒）
- ささめきこと（村雨兄、男子B、男子生徒、店員、男）
- 神曲奏界ポリフォニカ クリムゾンS（生徒C）
- 真マジンガー 衝撃!Z編 on television（ムチャ、もりもり）
- スキップ・ビート!（男生徒）
- DARKER THAN BLACK -流星の双子-（副官、レプニーンの部下）
- 鉄腕バーディー DECODE:02（イズタルタの男）
- とある科学の超電磁砲（男子生徒）
- 鋼の錬金術師 FULLMETAL ALCHEMIST（機関士B）
- バスカッシュ!（JP）
- 初恋限定。（水泳部員A）
- ポケットモンスター ダイヤモンド&パール（トレーナー、ギンガ団の部下）
- メタルファイト ベイブレード（2009年 - 2010年、越前、ジダン） - 2シリーズ

2010年
- 裏切りは僕の名前を知っている（不良B、警官A、ハイド）
- 会長はメイド様!（沢賢二、バイト、石田、ゆぅぢ〈小野裕次郎〉、沖田 他）
- kiss×sis（男子）
- STAR DRIVER 輝きのタクト（ヤマダ・マモル）
- 迷い猫オーバーラン!（アナウンサー）

2011年
- 君と僕。（アナウンス）
- たまごっち!（マイスターっち）
- もしドラ（桜井祐之助）

2012年
- なるほど!エージェント（コネリー、クマサン 他）

2013年
- ストライク・ザ・ブラッド（捜査官）
- たまゆら〜もあぐれっしぶ〜（生徒会長）
- 僕は友達が少ないNEXT（ゲームナレーション）

2014年
- 白銀の意思 アルジェヴォルン（部下）

2015年
- 血界戦線（客、ライブメンバー、CMのナレーション、通行人、観客、ゲーマー）
- 七つの大罪（ワインハイト）

2016年
- クロムクロ（ヒドゥ）
- ドリフターズ（エルフ）

2017年
- Wake Up, Girls! 新章（店長）

2018年
- 殺戮の天使（若い男）

2021年
- ゲキドル（キャスター）

### 劇場アニメ
- 劇場版ポケットモンスター ダイヤモンド&パール ディアルガVSパルキアVSダークライ（2007年、トレーナー）
- チョコレート・アンダーグラウンド（2009年、隊員）
- TAILENDERS（2009年、ドングリブラザーズ〈兄〉、メカニックチーフ）
- 劇場版ポケットモンスター ダイヤモンド&パール アルセウス 超克の時空へ（2009年、ニドラン♂）
- レイトン教授と永遠の歌姫（2009年、デスコールの部下）
- 機動戦士ガンダム ククルス・ドアンの島（2022年、ハヤト・コバヤシ[7]）

### OVA
- 快盗天使ツインエンジェル（2008年、BOスタッフC）
- CLANNAD 〜AFTER STORY〜（2009年、生徒）
- “文学少女”メモワールIII -恋する乙女の狂想曲-（2010年、男子生徒3）
- 機動戦士ガンダム THE ORIGIN（2017年 - 2018年、ハヤト・コバヤシ[8]） - 2019年に再編集作品『THE ORIGIN 前夜 赤い彗星』テレビ放送

### ゲーム
- THE 地球防衛軍2（2005年）
- 幻想水滸伝ティアクライス（2008年、ツフルル、ヤード、ラミン）
- ヒミツの大奥（2009年、森岡直純、柏木栄）
- メタルファイト ベイブレード ガチンコスタジアム（2009年、南国カイ）
- スーパーロボット大戦シリーズ（2012年 - 2018年、ムチャ） - 6作品[一覧 1]
- 機動戦士ガンダム U.C. ENGAGE（2021年、ハヤト・コバヤシ）
- 機動戦士ガンダム アーセナルベース（2022年、ハヤト・コバヤシ）
- SDガンダム バトルアライアンス（2022年、ハヤト・コバヤシ[9]、連合兵〈SEED DES〉B、OZトレーズ派兵）

### ドラマCD
- ドラマCD 狂乱家族日記 優歌はじめてのコミックマーケット（スタッフ）
- とらドラ! Drama CD Vol.2（男子生徒A）
- “文学少女”と死にたがりの道化 前篇・後篇（ヒロくん）
- ナイトウィザードファンブック ブルーム・メイデン ドラマCD「シュヴェルトライテの槍」（ルイズ）

### 吹き替え

#### アニメ
- きかんしゃトーマス（ジャック）
  - トーマスをすくえ!! ミステリーマウンテン（ジャック）
- ボブとはたらくブーブーズ（フレックス）

### ラジオドラマ
- VOMIC
  - ロッキン★ヘブン（田口草太）
  - PSYREN -サイレン-（ヒロキ）

### シリーズ一覧
1. ↑  『第2次Z 再世篇』（2012年）、『第3次Z 時獄篇』（2014年）、『第3次Z 天獄篇』『BX』（2015年）、『V』（2017年）、『X』（2018年）